# Giro delle Fiandre femminile 2025
Il Giro delle Fiandre femminile 2025, ventiduesima edizione della corsa e valevole come decima prova dell'UCI Women's World Tour 2025 categoria 1.WWT, si svolse il 6 aprile 2025 su un percorso di 168,9 km, con partenza ed arrivo a Oudenaarde, in Belgio. La vittoria fu appannaggio della belga Lotte Kopecky, la quale completò il percorso in 4h24'34", alla media di 38,304 km/h, precedendo la francese Pauline Ferrand-Prévot e la tedesca Liane Lippert.
Sul traguardo di Oudenaarde 87 cicliste delle 143 accreditate alla partenza, portarono a termine la competizione.

## Squadre e cicliste partecipanti
| N.      | Cod. | Squadra                    |
| ------- | ---- | -------------------------- |
| 1-6     | UAD  | UAE Team ADQ               |
| 11-16   | SDW  | Team SD Worx-Protime       |
| 21-26   | AGS  | AG Insurance-Soudal Team   |
| 31-36   | CSZ  | Canyon-SRAM Zondacrypto    |
| 41-46   | CTC  | Ceratizit Pro Cycling Team |
| 51-56   | TFS  | FDJ-Suez                   |
| 61-66   | FDC  | Fenix-Deceuninck           |
| 71-76   | HPH  | Human Powered Health       |
| 81-86   | LTK  | Lidl-Trek                  |
| 91-96   | LIV  | Liv AlUla Jayco            |
| 101-106 | MOV  | Movistar Team              |
| 111-116 | TPP  | Team Picnic PostNL         |

| N.      | Cod. | Squadra                   |
| ------- | ---- | ------------------------- |
| 121-126 | TVL  | Team Visma-Lease a Bike   |
| 131-136 | UXM  | Uno-X Mobility            |
| 141-146 | EFO  | EF Education-Oatly        |
| 151-156 | VWT  | VolkerWessels Pro Cycling |
| 161-166 | CWT  | Cofidis Women Team        |
| 171-176 | AUB  | St Michel-P. Home-Auber93 |
| 181-186 | BPK  | BePink-Imatra-Bongioanni  |
| 191-196 | CYN  | Cynisca Cycling           |
| 201-206 | DDG  | DD Group Pro Cycling Team |
| 211-216 | LOL  | Lotto Ladies              |
| 221-226 | REP  | Team Coop-Repsol          |
| 231-236 | DAS  | DAS-Hutchinson            |

## Ordine d'arrivo (Top 10)
| Pos. | Corridore              | Squadra  | Tempo    |
| ---- | ---------------------- | -------- | -------- |
| 1    | Lotte Kopecky          | SD Worx  | 4h24'34" |
| 2    | Pauline Ferrand-Prévot | Visma    | s.t.     |
| 3    | Liane Lippert          | Movistar | s.t.     |
| 4    | Katarzyna Niewiadoma   | Canyon   | a 1"     |
| 5    | Kimberley Le Court     | AG       | a 1'13"  |
| 6    | Letizia Borghesi       | EF       | s.t.     |
| 7    | Elise Chabbey          | FDJ      | s.t.     |
| 8    | Ellen van Dijk         | Lidl     | s.t.     |
| 9    | Puck Pieterse          | Fenix    | s.t.     |
| 10   | Marlen Reusser         | Movistar | s.t.     |